# Río Tarará
El río Tarará es un curso fluvial cubano que recorre 9.1 km del oeste de la isla. Nace en las llanuras de Habana-Matanzas, al este de la provincia de La Habana y fluye de sur a norte, desembocando en la Boca de Tarará, en el estrecho de Florida. 
La superficie de su cuenca hidrográfica es de 14.7 km² y posee un afluente. Sus aguas se utilizan para el riego y el abasto de agua. También se le conoce, aunque en mucho menor medida, con los nombres de "Condesa" y "Valle Alegre". Su último tramo divide los municipios de La Habana del Este y Guanabacoa.